# Карпов, Валерий Евгеньевич
Валерий Евгеньевич Карпов (5 августа 1971, Челябинск — 10 октября 2014, Челябинск) — советский и российский хоккеист, правый нападающий. Заслуженный мастер спорта России.

## Биография
Воспитанник СДЮШОР «Трактор». Тренер — В. М. Пономарёв. Первый матч за команду мастеров сыграл в 1989 году.
C 1989 по 1994 года играл за челябинский хоккейный клуб «Трактор», с небольшим перерывом. В 1992 провёл 9 игр за московский ЦСКА, куда перешел, надеясь играть с именитыми партнерами. Однако после того как ведущие игроки ЦСКА, с которыми он играл в одной тройке — Вячеслав Буцаев и Андрей Коваленко — уехали играть в НХЛ, решил покинуть команду. Всего в чемпионатах СССР и России — 178 игр, 56 голов, 61 передача.
В 1993 и 1994 годах входил в символическую первую пятёрку «Всех Звёзд» лучших игроков чемпионатов России.
Выбран на драфте 1993 года под № 56 «Анахаймом». В 1994—1997 играл за «Майти Дакс» в одном звене с Полом Карией, но получил травму после которой не сумел вернуться в состав «Анахайма». Забросил за 76 матчей 14 шайб, сделал 15 передач. Также в Северной Америке играл за команды из Лонг-Бич (IHL) и Балтимора (AHL).
С 1997 по 2000 — игрок магнитогорского «Металлурга». В период с 2000—2002 выступал за «Ладу» и московское «Динамо», после чего снова вернулся в «Металлург». Лучший сезон 2003-04 гг в составе «Металлурга» — 40 очков (15+25) в 60 матчах. В этом же сезоне был капитаном команды.
Летом 2006 года вел переговоры с «Салаватом Юлаевым», но уфимцам не подошёл и принял решение завершить игровую карьеру.
22 октября 2008 года назначен генеральным менеджером ХК КХЛ «Автомобилист». 22 августа 2009 года отправлен в отставку.
В сезоне 2013/14 тренер фарм-клуба «Трактора» «Челмет».
Летом 2014 года в состоянии алкогольного опьянения споткнулся и упал с лестницы. Попал в реанимацию и находился в состоянии комы.
10 октября 2014 года скончался в больнице.

## Достижения
Серебряный призёр молодёжного чемпионата мира 1991 года.
В 1993 году стал чемпионом мира в составе сборной России (8 игр, 4 гола, 5 передач). Серебряный призёр ЧМ 2002 года.
В 1994 году представлял сборную России на Олимпийских Играх. Участник чемпионатов мира 1996, 1999, 2001 годов.
Двукратный обладатель Кубка европейских чемпионов в составе «Металлурга» - 1999, 2000.
Чемпион России сезона 1998/1999 — «Металлург». Бронзовый призёр чемпионата России в составе «Трактора» - 1993, 1994.
Чемпион России в высшей лиге 2005/06 в составе «Трактора». Двукратный чемпион СССР среди молодёжных команд.
В 1996 окончил Челябинский государственный институт физической культуры по специальности «тренер-преподаватель по хоккею с шайбо»й. В 2002 защитил кандидатскую диссертацию на соискание ученой степени кандидата педагогических наук по теме: «Совершенствование средств саморегуляции психического состояния хоккеистов высшей квалификации в игровой деятельности».